# Bart Riezouw
Bart Riezouw (Amsterdam, 24 april 1914 – Amsterdam, 22 november 1988) was een Nederlands verzetsstrijder tijdens de Tweede Wereldoorlog.

## Levensloop
Riezouw werd geboren in Sloten en volgde zijn opleiding aan het Vossius Gymnasium te Amsterdam waarna hij ging studeren aan de Universiteit van Amsterdam. Hij was de broer van Lydia Riezouw die als lid van de verzetsgroep De Ondergedoken Camera de gevangen joden in de Hollandse Schouwburg fotografeerde en hem hielp met verzetswerk.
De maatschappelijk betrokken Riezouw zag met lede ogen aan dat de universiteiten door de Duitsers "gelijkgeschakeld" werden en de Joodse medewerkers en studenten er verwijderd werden. Eind 1941 besloot hij met een aantal medestudenten het illegale blad "De Vrije Katheder" op te richten. Dit 'bulletin ter verdediging van de universiteiten' werd een belangrijke verzetskrant. In april 1943 deed hij samen met o.a Folkert Posthuma en Leo Frijda een poging om de Hollandse Schouwburg in de brand te steken. Posthua en Frijda zijn daarvoor gefusilleerd. Tijdens de oorlog was hij een belangrijke verbindingsman van de op de Plantage Kerklaan ondergedoken verzetsman Daan Goulooze.
Na de oorlog was Riezouw actief in de Amsterdamse Partij van de Arbeid, in buurtgroepen rond het Vondelpark/Concertgebouwbuurt, en hield hij zich bezig met acties tegen de inval in Tsjechoslowakije door de Russen.
Zijn persoonlijk archief is opgeslagen en in te zien in het Internationaal Instituut voor Sociale Geschiedenis te Amsterdam. 